# Dramlja
Dramlja je naselje u Općini Brežice u istočnoj Sloveniji. Dramlja se nalazi u pokrajini Dolenjskoj i statističkoj regiji Donjoposavskoj. 

## Stanovništvo
Prema popisu stanovništva iz 2002. godine Dramlja je imala 84 stanovnika.

### Etnički sastav
1991. godina:
- Slovenci: 81 (98,8%)
- Hrvati: 1 (1,2%)

## Vanjske poveznice
- Satelitska snimka naselja  Arhivirana inačica izvorne stranice od 29. srpnja 2017. (Wayback Machine)